# Nationale Conventie (Nederland)
De Nationale Conventie was een adviescollege en werd eind 2005 ingesteld door minister voor Bestuurlijke Vernieuwing Alexander Pechtold van het Nederlandse kabinet Balkenende II. Pechtold - en met hem vele anderen - constateerden dat de kloof tussen politiek en burger almaar groter werd. De conventie had tot taak met voorstellen te komen voor de inrichting van het nationaal politieke bestel die zouden kunnen bijdragen aan het herstel van vertrouwen tussen burger en politiek. De voorstellen moesten mede ten grondslag kunnen liggen aan de constitutie voor de eenentwintigste eeuw. Het nationaal politiek bestel wordt onder andere gevormd door de regering en de Tweede Kamer, de rechterlijke macht en de politieke partijen.

## Instelling
De Nationale Conventie werd ingesteld door de ministerraad op 22 december 2005. De Conventie ging op 2 februari 2006 aan de slag.

## Samenstelling
De conventie bestond uit veertien onafhankelijke leden en ruim dertig adviseurs die door de leden waren aangewezen. De conventie zou voor 1 oktober 2006 haar voorstellen aan het kabinet doen. De officiële presentatie van het rapport 'Hart voor de Publieke Zaak' vond plaats op 5 oktober.

### Leden
De voorzitter van de Nationale Conventie was Rein Jan Hoekstra.
De 13 leden van de Nationale Conventie:
- Frank Ankersmit, hoogleraar geschiedenis, Rijksuniversiteit Groningen;
- Carla van Baalen, bijzonder hoogleraar parlementaire geschiedenis, Radboud Universiteit Nijmegen;
- L.E.M. Klinkers, directeur Klinkers Public Policy Consultants;
- Roel Kuiper, bijzonder hoogleraar Reformatorische Wijsbegeerte, Erasmus Universiteit Rotterdam, lector Samenlevingsvraagstukken, Gereformeerde Hogeschool Zwolle en Christelijke Hogeschool Ede;
- A.M.B. Michels, universitair docent, Utrechtse School voor Bestuurs- en Organisatiewetenschap, Universiteit Utrecht;
- J.E. Molier, algemeen directeur Koorenhuis centrum voor kunst en cultuur, Den Haag;
- K. Peters, onderzoeker en publicist;
- A.E. Pijpers, senior onderzoeker, Instituut Clingendael;
- O.M.A.A. Ramadan, senior adviseur, Radar adviesbureau sociale vraagstukken;
- Jan Willem Sap, universitair hoofddocent Europees recht, Vrije Universiteit Amsterdam;
- Jan Schinkelshoek, directeur communicatie, Rabobank Groep;
- Jouke de Vries, hoogleraar bestuurskunde en directeur van de Campus Den Haag, Universiteit Leiden;
- C.M. Zoethout, universitair hoofddocent Constitutioneel recht, Vrije Universiteit Amsterdam.

## Aanbevelingen
In het rapport 'Hart voor de Publieke Zaak' komt de conventie met een groot aantal voorstellen die de kloof tussen politiek en burger kleiner moeten maken. De conventie heeft het begrip 'politiek' daarbij breed opgevat en betrekt ook de overheid en de maatschappij bij haar voorstellen. Een deel van de voorstellen ziet in ieder geval op het verbeteren van de verstandhouding tussen overheid en burger en het meer betrekken van de burgers bij de maatschappij. Zo zou er een minister voor bestuurlijke vereenvoudiging moeten komen die ervoor zorgt dat er minder regels komen, moet iedereen vanaf 17 jaar een maatschappelijke stage volgen, zouden adviesorganen niet meer alleen uit bobo's moeten bestaan maar moeten ook mensen van de 'werkvloer' zitting hebben in zulke commissies en zouden er meer referenda moeten komen o.a. een referendum waarbij burgers een wetsvoorstel kunnen verwerpen. Verder zou - aldus de conventie - de minister-president de mogelijkheid moeten krijgen om ministers en staatssecretarissen te ontslaan, zouden politieke partijen meer subsidie moeten krijgen, ook als ze (nog) geen zitting hebben in de Tweede Kamer en moet de positie van de Tweede Kamer versterkt worden.

## Uitvoering van de aanbevelingen
Het rapport van de conventie is een zachte dood gestorven. Tijdens de bespreking had elke politieke partij wel wat op te merken. Grosso modo kwam de kritiek van politici erop neer dat 'de burger nu eenmaal veel te slecht geïnformeerd is om een goed oordeel te kunnen vellen'. Veel is er dan ook niet met de aanbevelingen gedaan, alleen het voorstel om de positie van de Tweede Kamer te versterken vond enig gehoor binnen politiek Den Haag. Maar ook met dat voorstel is niets gebeurd.